# Дагорлад
Дагорлад е бойното поле пред портите на Мордор, където се е провела най-решителната битка във Войната на последния съюз. В Битката при Дагорлад последният съюз от елфи и хора, водени от Гил-галад и Елендил, се изправят срещу войските на Саурон.
Много войници били загубени в блатата пред Мордор, с които граничело бойното поле на запад. Въпреки че телата на мъртвите отдавна са забравени, можело все още да се виждат мъртвешките им лица, плаващи в блатата, известни като Мъртвите блата. Това било голяма загуба за двете страни, но Саурон бил отблъснат обратно към Барад-дур. След битката дошли 7 години на мъчителна обсада, но към края на Втората епоха Саурон бил победен.
Дагорлад е също място на много битки между Гондор и Wainriders в Третата епоха. Думата Дагорлад означава буквално „Бойно поле“ на синдарин. Синдарин е елфически език, говорен през Третата епоха в Средната земя. Синдарин е наследник на езика Телери, който бива забравен след голямото пътешествие на елфите. Когато Нолдорите се върнали в Средната земя, те приели езика Синдарин, въпреки че смятали родния си език куеня (Quenya) за по-красив. Синдарин е говореният от елфите език по-нататък във „Властелинът на пръстените“.